# مارتن هايندز
مارتن هايندز (بالإنجليزية: Martin Hinds)‏ هو مؤرخ بريطاني، ولد في 10 أبريل 1941 في بنارث ‏ في المملكة المتحدة، وتوفي في 1 ديسمبر 1988 في كامبريدج في المملكة المتحدة.